# Batalla de Rodas
La batalla naval de Rodas tuvo lugar el año 42 a. C. durante la tercera guerra civil de la República romana, y después de ser asesinado Julio César.

## Desarrollo
El asesinato de César en 44 a. C. sumió al mundo romano en una guerra civil entre los tiranicidas y sus partidarios contra los fieles del ganador de la guerra de las Galias.
Los rodios y licios se pusieron de parte de Octavio y Marco Antonio, por lo tanto en contra de Bruto y Casio, los asesinos de César.
En el año 42 a. C., después de haber ganado la difícil batalla de Mindo contra la flota de Rodas, Casio Longino fue con 80 barcos romanos a Rodas con la intención de someter la ciudad. La flota de Rodas fue a su encuentro, pero al quedar completamente cercada, se fue después de perder dos barcos en los combates. Rodas al no estar preparada para un asedio de este nivel, capituló poco después.